# Kamehameha IV delle Hawaii
Kamehameha IV, nato come Alexander ʻIolani Liholiho Keawenui (Honolulu, 9 febbraio 1834 – Honolulu, 30 novembre 1863), è stato il quarto re delle Hawaii dal 1855 al 1863.

## Biografia

### I primi anni
Template:DX
Alexander nacque il 9 febbraio 1834 a Honolulu sull'isola di Oʻahu. Suo padre era il gran capo Mataio Kekūanāoʻa, governatore reale di Oʻahu. Sua madre era la principessa Elizabeth Kīnaʻu, la Kuhina Nui o primo ministro del regno. Secondo la tradizione hawaiana, Alexander venne adottato da suo zio, il re Kamehameha III che lo dichiarò suo erede al trono e lo elevò al rango di principe ereditario.
Il suo nome tradizionale ʻIolani può essere tradotto come “falco del paradiso” o “falco reale”.

### Educazione e viaggi
Alexander Liholiho venne educato dai missionari congregazionalisti Amos e Juliette Cooke alla Chiefs' Children's School (poi nota come Royal School) di Honolulu. Venne accompagnato da 30 tutori (kahu) quando vi giunse, ma questi vennero rispediti nuovamente a casa e per la prima volta Liholiho apprese in maniera autonoma come gli altri. Alexander Liholiho imparò a suonare il flauto e il piano, si dilettava nel canto, nella recitazione e nel cricket. Quando aveva 14 anni lasciò la Royal School per intraprendere degli studi di legge. Quando aveva 15 anni, fece la propria prima visita di stato in Inghilterra, Stati Uniti e Panamá. Liholiho registrò accuratamente tutto quanto gli accadeva in un diario ancora oggi conservato.
Nel 1849 prese parte ad una missione diplomatica dopo che l'ammiraglio de Tromelin aveva attaccato il forte di Honolulu come risultato delle pretese dei francesi nell'espulsione dei cattolici missionari. Il contenzioso perdurava per tre motivi: i regolamenti delle scuole cattoliche, l'eccessiva tassazione sul brandy di fabbricazione francese e l'uso del francese come lingua di comunicazione col console e i cittadini della Francia al posto dell'hawaiano o di altre lingue comunemente utilizzate. Pur perdurando per diversi anni lo scontro, il re hawaiano alla fine inviò Gerrit P. Judd a rinegoziare per una seconda volta con la Francia. Già i missionari Haʻalilio e William Richards avevano condotto una prima missione nel 1842 ed erano ritornati in patria con una dichiarazione fantoccia. Questo nuovo trattato si riproponeva quindi innanzitutto di assicurare le isole da futuri attacchi da parte dei francesi. I consiglieri di Kamehameha III pensarono a questo punto che fosse giunto il momento di nominare ufficialmente a condurre questa missione il principe Alexander e suo fratello Lot Kapuāiwa.
Con la supervisione del loro tutore, il dott. Judd, Alexander e suo fratello salparono quindi alla volta di San Francisco nel settembre del 1849. Dopo un tour in California, proseguirono il viaggio a Panama, in Giamaica, a New York e a Washington. Passarono quindi in Europa dove incontrarono diversi capi di stato. Parlando fluentemente sia francese che inglese, Alexander venne bene accolto nella società europea. Incontrò il presidente francese Luigi Napoleone Bonaparte. Il sedicenne principe Alexander Liholiho così descrisse la loro accoglienza al Palazzo delle Tuileries:

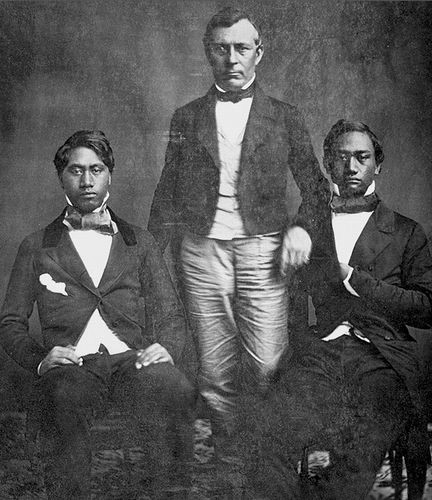
Dr. Geritt P. Judd e i principi Lot Kapuāiwa (a sinistra) e Alexander Liholiho (a destra)

Malgrado i tre mesi di permanenza dei principi e del dr. Judd a Parigi, i negoziati non si conclusero e pertanto i tre si recarono in Inghilterra dove incontrarono il principe consorte Alberto, Lord Palmerston e altri membri dell'aristocrazia britannica. Ebbero un'udienza col principe Alberto ma non incontrarono la Regina Vittoria che era indisposta in attesa del settimo figlio della coppia, il principe Arturo, futuro duca di Connaught.
Il principe Alexander riportò a proposito di questo incontro:
Nel maggio del 1850 i due fratelli, a bordo di una nave inglese, tornarono negli Stati Uniti per poi fare rientro in patria. A Washington, incontrarono il presidente Zachary Taylor ed il vicepresidente Millard Fillmore. Sperimentò in America gli anni del razzismo, venendo quasi cacciato dal vagone della carrozza riservatagli venendo tacciato di essere un "negro". Il principe aveva di fatti preceduto il dr. Judd e il principe Lot nell'occupare lo scompartimento loro destinato per il viaggio di ritorno e come tale il controllore non poteva sapere chi si trovasse davanti a lui in quel momento ed applicò la consuetudine razzista dell'epoca. Il giovane principe annotò sul suo diario (rimarchevole per un ragazzo di soli sedici anni):
Ad una cena a New York con il dr. Judd, i principi furono vittime di un altro incidente razzista riportato poi da Helen Kinau Wilder nelle sue memorie:
Furono questi episodi di pregiudizio negli Stati Uniti e la visione puritana dei missionari americani che alimentarono probabilmente il suo punto di vista spiccatamente anti-americano che contraddistinse il suo regno. Judd scrisse in seguito di lui: "educato dalla missione, la cosa che più odiava era la missione stessa. Essendo stato costretto ad essere buono da ragazzo, è determinato a non esserlo da uomo."

### La successione al trono
Al suo ritorno in patria, Alexander venne nominato membro del Consiglio Privato del Re e della Camera dei Nobili da parte del re Kamehameha III nel 1852. Ebbe così l'occasione per farsi delle esperienze amministrative che un giorno gli sarebbero state utili da re. Durante questo periodo inoltre perfezionò la sua conoscenza delle lingue straniere e si interessò alle tradizioni, ai costumi ed alle norme sociali dei paesi europei.
Kamehameha III morì il 15 dicembre 1854. L'11 gennaio 1855 Alexander ascese quale suo successore ad appena vent'anni, assumendo il nome di Kamehameha IV.
Il suo nuovo gabinetto di governo era composto da: Keoni Ana (John Young II) come Ministro dell'Interno, Elisha Hunt Allen come Ministro delle Finanze e Richard Armstrong come Ministro dell'Educazione. William Little Lee era capo del supremo tribunale sino a quando non venne inviato in missione diplomatica all'estero morendo nel 1857. Allen divenne a quel punto capo supremo del tribunale e David L. Gregg venne nominato al suo posto nel Ministero delle Finanze. Dopo la morte di Keoni Ana, suo fratello il principe Lot Kapuāiwa venne nominato quale nuovo Ministro dell'Interno.

### Il matrimonio e la nascita del principe Alberto

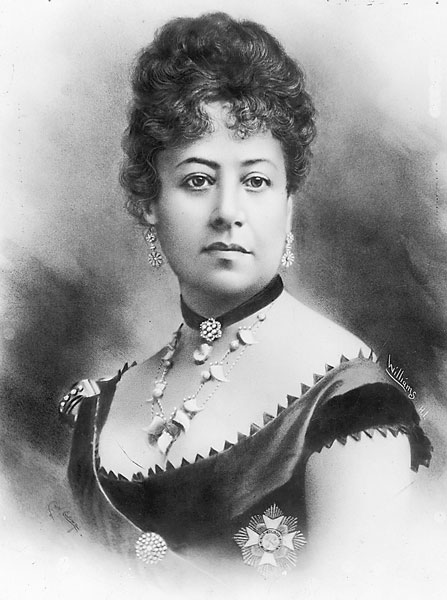
La regina Emma, di origini inglesi e pronipote del primo re delle Hawaii, fu la regina consorte di Kamehameha IV.

Ad appena un anno dall'assunzione del trono, Alexander chiese ed ottenne la mano di Emma. Questa era nipote di John Young, consigliere e amico di Kamehameha, nonché discendente del primo sovrano delle Hawaii, il che la rendeva imparentata lontanamente anche con lo stesso Kamehameha IV. Il giorno delle nozze, il re preso dai mille preparativi dimenticò a palazzo l'anello nuziale. Elisha Hunt Allen subito porse il proprio anello nuziale al re e la cerimonia riprese subito senza intoppi.
Dopo il matrimonio nel 1856, la coppia reale diede alla luce l'unico figlio maschio nel maggio del 1858, chiamato Albert Edward Kauikeaouli Kaleiopapa a Kamehameha. La Regina Vittoria del Regno Unito fu la madrina (rappresentata per procura) del giovane principe al suo battesimo dal momento che i primi due nomi dell'erede del sovrano delle Hawaii erano stati prescelti in quanto nomi del principe di Galles, primogenito della sovrana inglese e futuro re Edoardo VII del Regno Unito, in segno di amicizia tra i due paesi.
Il giovane principe ad ogni modo mostrò sempre una salute piuttosto cagionevole e morì all'età di appena quattro anni il 27 agosto 1862.

### Il regno

#### La resistenza all'influenza americana
Durante il regno del suo predecessore la comunità di persone provenienti dagli Stati Uniti d'America e l'influenza che essi esercitavano nello stato e nella società era cresciuta a dismisura al punto da arrivare a proporre un trattato, poi rifiutato, per l'annessione dell'arcipelago allo stato americano. Kamehameha IV temeva che continuando con una politica di questo stampo, prima o poi, gli Stati Uniti avrebbero annesso il Regno delle Hawaii e la monarchia avrebbe cessato di esistere, con la conseguenza che anche i nativi del luogo si sarebbero presto ritrovati in minoranza.
Forte di queste convinzioni la politica interna ed estera di Kamehameha IV fu fortemente improntata a ridurre il potere americano nel proprio regno; ottenne buoni risultati in campo politico ed economico grazie agli accordi con alcuni importanti governi europei ma la sua morte improvvisa mise fine al suo regno e ai suoi tentativi di ottenere una maggiore indipendenza dall'ingombrante vicino.
Nell'ambito della politica estera, nell'agosto del 1861 enunciò una dichiarazione di neutralità nell'ambito della Guerra civile americana.

#### Politica interna
Il sovrano e la regina Emma dedicarono gran parte del loro periodo di regno nel tentativo di migliorare sempre più le condizioni di salute e l'educazione dei loro sudditi. Nel primo campo l'impegno del sovrano si dimostrò risolutivo, non solo cercando di promuovere l'agricoltura e i prodotti locali perché sentiti come più sani rispetto a quelli importati, ma anche grazie alla promozione che fece nel 1855 per aggiornare l'agenda della salute pubblica con la costruzione di ospedali e case di cura per anziani, strutture completamente inesistenti prima sulle isole.
Malgrado i migliori intenti del sovrano, ad ogni modo, la costituzione del 1852 limitò fortemente il dispendio di denaro per le iniziative direttamente partite dal sovrano e per tutta risposta Kamehameha decise di ricorrere agli uomini d'affari locali, ai mercanti ed ai residenti più ricchi delle isole delle Hawaii per promuovere una grande raccolta fondi per il bene comune. L'apice di questo successo fu la costruzione del The Queen's Medical Center, ancora oggi uno dei centri tecnologicamente più avanzati del mondo in campo sanitario. Oltre a questo venne realizzato anche un centro per il trattamento e la cura dei lebbrosi sull'isola di Maui.
Nel 1856, Kamehameha IV si lasciò convincere dai missionari conservatori americani presenti sull'isola a decretare il 25 dicembre quale festa del ringraziamento nazionale dal momento che questi rigettavano la celebrazione del Natale di Cristo in quel giorno, ritenendolo troppo legato ad una celebrazione pagana (quella del sol invictus). Sei anni più tardi, egli recederà da questo decreto proclamando il Natale quale festa nazionale del Regno delle Hawaii. Il primo albero di Natale comparirà sull'isola durante il regno di suo fratello.
Il 14 gennaio 1857 fu iniziato in massoneria nella loggia Le Progrès de l'Océanie n. 124 e l'8 febbraio dell'anno seguente divenne maestro, fu poi secondo sorvegliante e Maestro venerabile della loggia per tre anni.

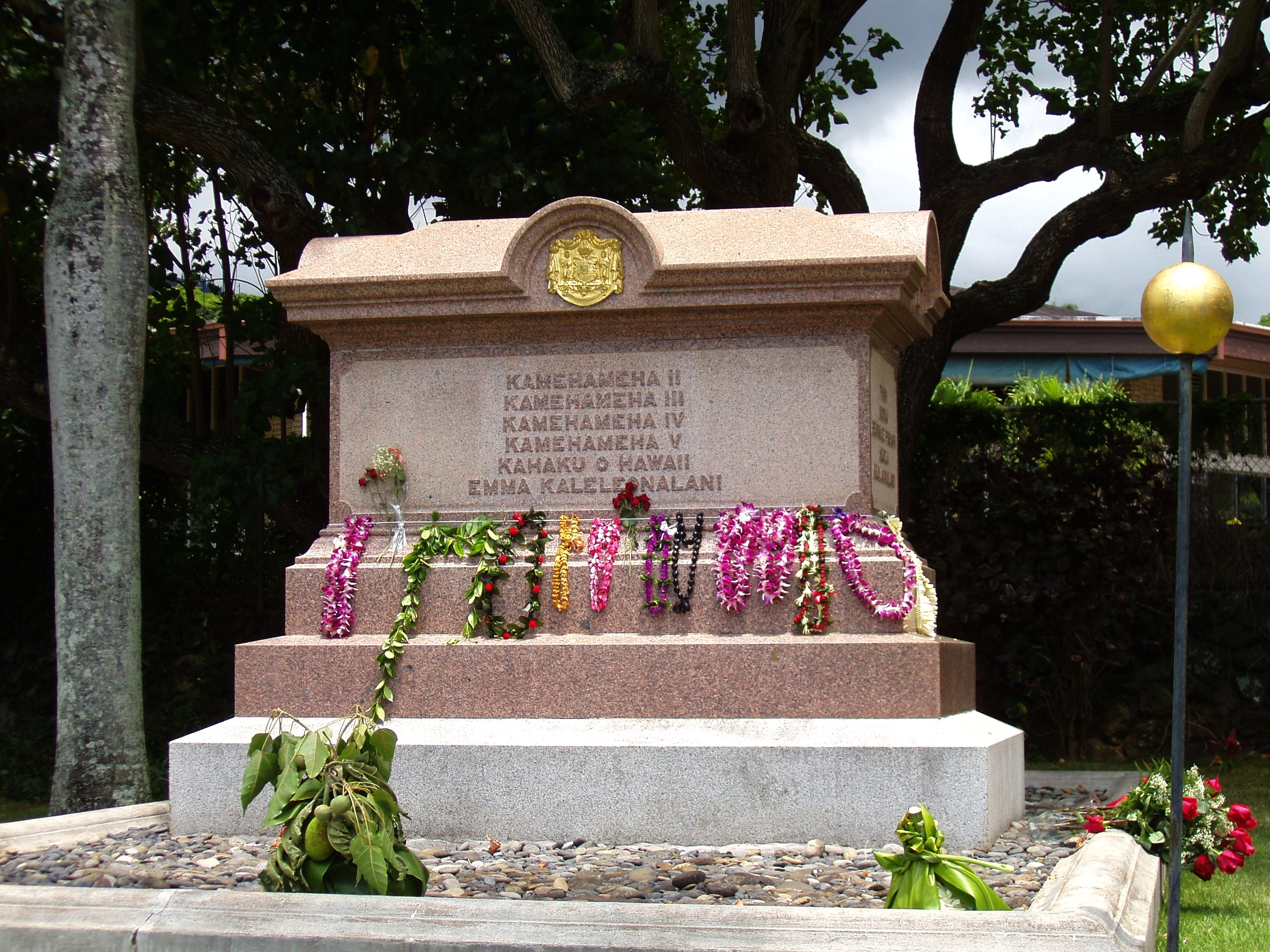
Tomba del re e della regina Emma

Durante i suoi otto anni di regno, le Hawaii ebbero diverse aggiunte territoriali: l'isola di Laysan venne annessa il 1 maggio 1857, l'isola di Lisianski il 10 maggio 1857 e l'Atollo Palmyra il 15 aprile 1862. Molti residenti dell'isola di Sikaiana presso le Isole Salomone pensarono per qualche tempo di farsi annettere dal regno delle Hawaii ma questo non avvenne.

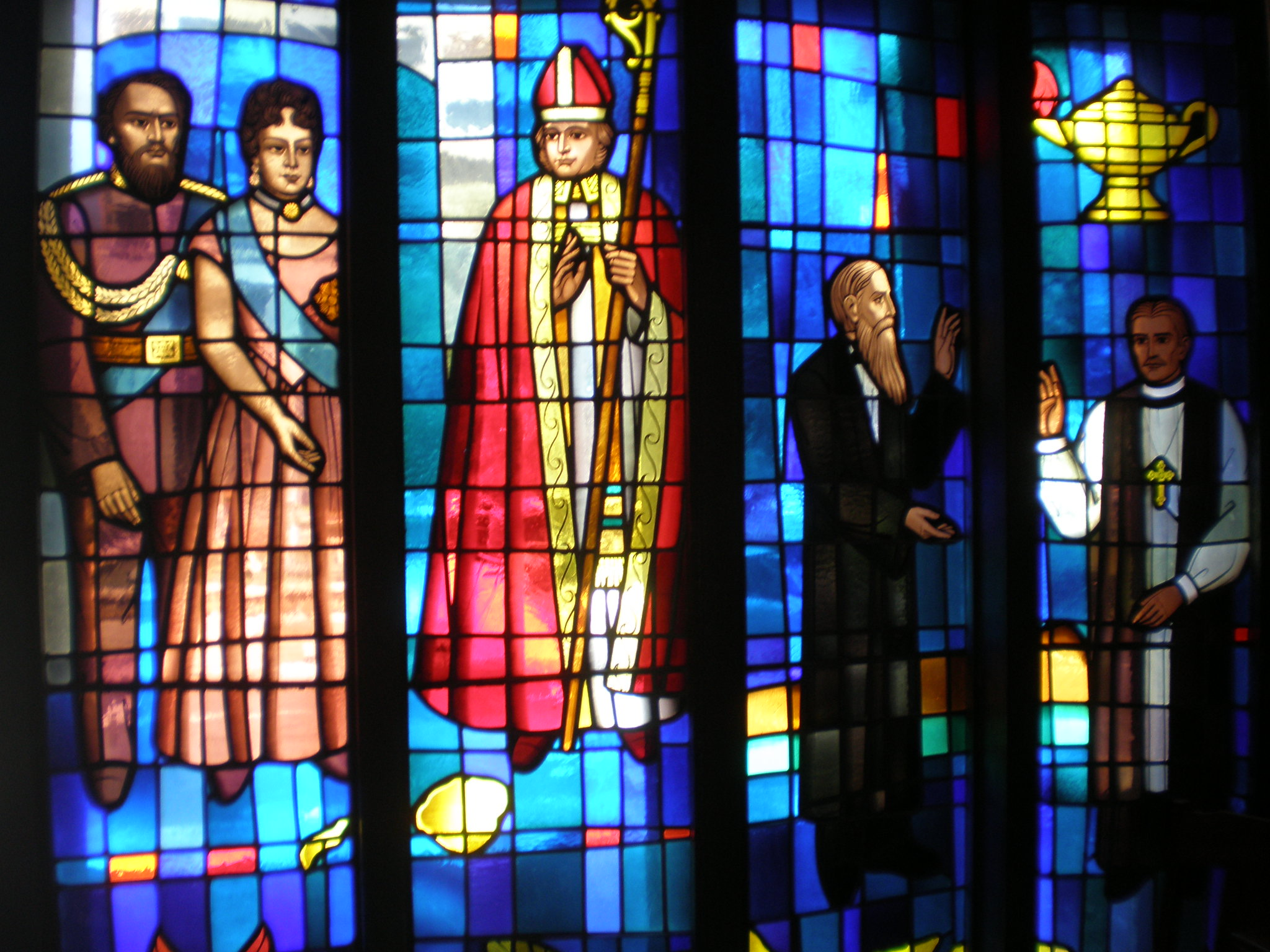
I sovrani in una vetrata istoriata nella chiesa di St. Andrews che Kamehameha IV e la regina Emma aiutarono a fondare.

### La fine del regno
Alexander morì di asma cronica il 30 novembre 1863 e venne succeduto al trono da suo fratello, che prese in suo onore il nome di Kamehameha V. Il re aveva appena 29 anni. Al suo funerale presenziarono ottocento tra bambini delle scuole locali e insegnanti per porgere l'ultimo saluto al grande sovrano che aveva implementato l'istruzione e l'aveva creduta un mezzo importante del progresso. Venne sepolto con suo figlio a Mauna Ala il 3 febbraio 1864.
La regina Emma rimase un'attiva politica anche dopo la morte del marito. Con l'estinzione della dinastia Kamehameha e la morte di re William C. Lunalilo a sua volta senza eredi, la regina Emma riuscì a dimostrarsi una candidata ottimale per la successione al trono, venendo però superata da David Kalākaua che succedette dopo regolari elezioni alla morte del fratello di suo marito.
Alexander (come Kamehameha IV) e la regina Emma sono tutt'oggi stati santificati dalla chiesa episcopale degli Stati Uniti d'America e celebrati il 28 novembre nella festività denominata "Feast of the Holy Sovereigns".

## Albero genealogico
|                                        |                                                    |                                              | Genitori                                                   |  |  | Nonni |  |  | Bisnonni             |  |  | Trisnonni                              |  |
|                                        |                                                    |                                              |                                                            |  |  |       |  |  | Aliʻi Nui Kuʻimeheua |  |  | Aliʻi Nui Uluʻehu di Molokaʻi e Lānaʻi |  |
|                                        |                                                    |                                              |                                                            |  |  |       |  |  | Aliʻi Nui Kuʻimeheua |  |  | Aliʻi Nui Uluʻehu di Molokaʻi e Lānaʻi |  |
|                                        |                                                    | Aliʻi Nui Kalaniomaiheuila di Maui           |                                                            |  |  |       |  |  | Aliʻi Nui Kuʻimeheua |  |  |                                        |  |
| Aliʻi Nui Malailua Nahiʻolea           |                                                    |                                              |                                                            |  |  |       |  |  | Aliʻi Nui Kuʻimeheua |  |  |                                        |  |
|                                        |                                                    | Principessa Kaupekamoku di Hilo              | Re ʻIkanaka di Hilo                                        |  |  |       |  |  |                      |  |  |                                        |  |
|                                        |                                                    | Principessa Kaupekamoku di Hilo              | Re ʻIkanaka di Hilo                                        |  |  |       |  |  |                      |  |  |                                        |  |
|                                        |                                                    | Principessa Kaupekamoku di Hilo              | Aliʻi Nui Kaʻoulikoʻokeaokalani                            |  |  |       |  |  |                      |  |  |                                        |  |
| Aliʻi Nui Mataio Kekūanāoʻa            |                                                    | Principessa Kaupekamoku di Hilo              |                                                            |  |  |       |  |  |                      |  |  |                                        |  |
|                                        |                                                    | Aliʻi Nui Pupuka di ʻEwa                     | …                                                          |  |  |       |  |  |                      |  |  |                                        |  |
|                                        |                                                    | Aliʻi Nui Pupuka di ʻEwa                     | …                                                          |  |  |       |  |  |                      |  |  |                                        |  |
|                                        |                                                    | Aliʻi Nui Pupuka di ʻEwa                     | …                                                          |  |  |       |  |  |                      |  |  |                                        |  |
| Aliʻi Nui Inaina                       |                                                    | Aliʻi Nui Pupuka di ʻEwa                     |                                                            |  |  |       |  |  |                      |  |  |                                        |  |
|                                        |                                                    | …                                            | …                                                          |  |  |       |  |  |                      |  |  |                                        |  |
|                                        |                                                    | …                                            | …                                                          |  |  |       |  |  |                      |  |  |                                        |  |
|                                        |                                                    | …                                            | …                                                          |  |  |       |  |  |                      |  |  |                                        |  |
| Kamehameha IV delle Hawaii             |                                                    | …                                            |                                                            |  |  |       |  |  |                      |  |  |                                        |  |
|                                        | Aliʻi Nui Keōua Kalanikupuapaʻikalaninui di Kohala | Principe Keʻeaumoku Nui dell'Isola di Hawaii |                                                            |  |  |       |  |  |                      |  |  |                                        |  |
|                                        | Aliʻi Nui Keōua Kalanikupuapaʻikalaninui di Kohala | Principe Keʻeaumoku Nui dell'Isola di Hawaii |                                                            |  |  |       |  |  |                      |  |  |                                        |  |
|                                        | Aliʻi Nui Keōua Kalanikupuapaʻikalaninui di Kohala | Aliʻi Nui Kamakaʻimoku di Oʻahu              |                                                            |  |  |       |  |  |                      |  |  |                                        |  |
| Re Kamehameha I delle Hawaii           | Aliʻi Nui Keōua Kalanikupuapaʻikalaninui di Kohala |                                              |                                                            |  |  |       |  |  |                      |  |  |                                        |  |
|                                        |                                                    | Aliʻi Nui Kekuʻiapoiwa II di Kailua-Kona     | Aliʻi Nui Haʻae-a-Mahi di Kohala                           |  |  |       |  |  |                      |  |  |                                        |  |
|                                        |                                                    | Aliʻi Nui Kekuʻiapoiwa II di Kailua-Kona     | Aliʻi Nui Haʻae-a-Mahi di Kohala                           |  |  |       |  |  |                      |  |  |                                        |  |
|                                        |                                                    | Aliʻi Nui Kekuʻiapoiwa II di Kailua-Kona     | Principessa Kekelakekeokalani-a-Keawe dell'Isola di Hawaii |  |  |       |  |  |                      |  |  |                                        |  |
| Principessa Kaʻahumanu II delle Hawaii |                                                    | Aliʻi Nui Kekuʻiapoiwa II di Kailua-Kona     |                                                            |  |  |       |  |  |                      |  |  |                                        |  |
|                                        |                                                    | Aliʻi Nui Keʻeaumoku Pāpaʻiahiahe di Kauaʻi  | Aliʻi Nui Keawepoepoe di Kauaʻi                            |  |  |       |  |  |                      |  |  |                                        |  |
|                                        |                                                    | Aliʻi Nui Keʻeaumoku Pāpaʻiahiahe di Kauaʻi  | Aliʻi Nui Keawepoepoe di Kauaʻi                            |  |  |       |  |  |                      |  |  |                                        |  |
|                                        |                                                    | Aliʻi Nui Keʻeaumoku Pāpaʻiahiahe di Kauaʻi  | Aliʻi Nui Kūmaʻaikū                                        |  |  |       |  |  |                      |  |  |                                        |  |
| Aliʻi Nui Kalākua Kaheiheimālie        |                                                    | Aliʻi Nui Keʻeaumoku Pāpaʻiahiahe di Kauaʻi  |                                                            |  |  |       |  |  |                      |  |  |                                        |  |
|                                        |                                                    | Aliʻi Nui Nāmāhānaʻi Kaleleokalani di Maui   | Aliʻi Nui Kekaulikenuiahumanu di Maui                      |  |  |       |  |  |                      |  |  |                                        |  |
|                                        |                                                    | Aliʻi Nui Nāmāhānaʻi Kaleleokalani di Maui   | Aliʻi Nui Kekaulikenuiahumanu di Maui                      |  |  |       |  |  |                      |  |  |                                        |  |
|                                        |                                                    | Aliʻi Nui Nāmāhānaʻi Kaleleokalani di Maui   | Aliʻi Nui Haʻaloʻu di Kohala                               |  |  |       |  |  |                      |  |  |                                        |  |
|                                        |                                                    | Aliʻi Nui Nāmāhānaʻi Kaleleokalani di Maui   |                                                            |  |  |       |  |  |                      |  |  |                                        |  |